# Río Salgado
El río Salgado es un curso de agua que baña el estado del Ceará, en Brasil. La subcuenca del río Salgado, drenada por el río del mismo nombre, está localizada en la región sur del estado del Ceará, y forma parte de la cuenca del río Jaguaribe.

## Condiciones climáticas/pluviométricas

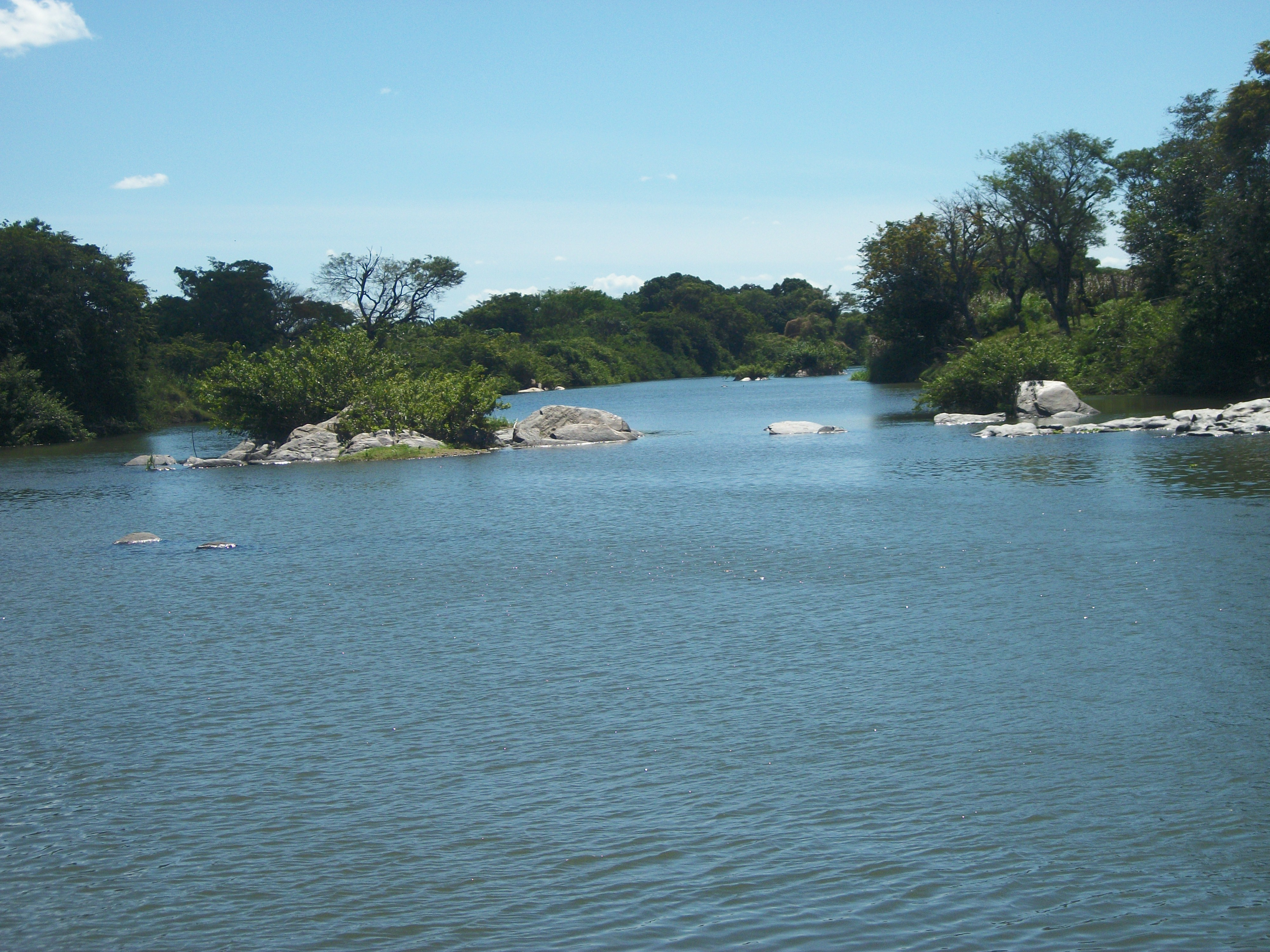
Ampliación del río Salgado en Lavras da Mangabeira, Ceará.

### Geografía
Su cuenca hidrográfica del antiguamente llamado Jaguaribe-Mirim está esparcida por 23 municipios: Icó, Cedro, Umari, Baixio, Ipaumirim, Várzea Alegre, Labras de la Mangabeira, Granjeiro, Aurora, Caririaçu, Barro, Juazeiro del Norte, Crato, Misión Vieja, Barbalha, Jardín, Penaforte, Milagros, Abaiara, Mauriti, Pantano Santo, Porteiras y Jati, con una población estimada en 850.000 personas y área geográfica de 13.275 km, cuenta con aproximadamente 650 azudes, siendo gestionados y monitorizados por solo 13 depósitos, siete federales, cuatro provinciales y dos municipales, con acumulación total de 447.728.008 m³. Esta subcuenca cuenta con 350 km de lechos perennes (incluyendo Lima Campos, Barro y Crato – Juazeiro do Norte).
Los terrenos que afloran en la superficie de esta subcuenca se dividen en cristalinos y sedimentarios, siendo en la cuenca sedimentaria del Araripe donde están dados de alta 298 fuentes y 1800 pozos tubulares profundos, aunque la monitorización de las aguas subterráneas se hace solo en 52 pozos y 2 fuentes en Crato-Juazeiro. 
La cuenca sedimentaria del Araripe, cuya cuota en la cuenca de Salgado es del 14%, es la que mejor representa el uso del agua subterránea para fines de abastecimiento humano. Solamente las redes de Crato, Juazeiro del Norte y Barbalha, consumen juntas 29 millones de m³/año para abastecimiento público. En la región del Cariri, el agua subterránea provisiona el abastecimiento humano en más del 90% de las redes municipales y de distrito.

### Afluentes
Sus principales afluentes son: río Batateiras, río Granjeiro, Riacho del Saco, Riacho Lobo, río Carás, Riacho Son José, río Misión Vieja, Riacho dos Porcos, Riacho do Cuncas, Riacho Olho D’água, Riacho Rosário y Riacho Sao Miguel y Riacho do Machado. En la actualidad, su curso es perenne en toda su extensión.